# Colpolopha obsoleta
Colpolopha obsoleta är en insektsart som först beskrevs av Jean Guillaume Audinet Serville 1831.  Colpolopha obsoleta ingår i släktet Colpolopha och familjen Romaleidae. Inga underarter finns listade i Catalogue of Life.